# Coupe d'Italie féminine de basket-ball
La Coupe d’Italie est une compétition de basket-ball en Italie.

## Palmarès
| Année     | Lieu                  | Vainqueur               | Finaliste            |
| --------- | --------------------- | ----------------------- | -------------------- |
| 1969      | -                     | Standa Milan            |                      |
| 1970      | -                     | Pepsi Trévise           |                      |
| 1971      | -                     | Standa Milan            |                      |
| 1972      | -                     | Standa Milan            |                      |
| 1973      | -                     | Geas Sesto San Giovanni |                      |
| 1974      | -                     | Standa Milan            |                      |
| 1975-1983 | Non disputée          | Non disputée            | Non disputée         |
| 1984      | -                     | Pool Comense            |                      |
| 1985-1992 | Non disputée          | Non disputée            | Non disputée         |
| 1993      | Cervia                | Pool Comense            | Pitagora Pescara     |
| 1994      | Ancône                | Pool Comense            | Primizie Parme       |
| 1995      | Messine               | Pool Comense            | Famila Schio         |
| 1996      | Schio                 | Famila Schio            | Pool Comense         |
| 1997      | Priolo Gargallo       | Pool Comense            | Cariparma Parme      |
| 1998      | Parme                 | Cariparma Parme         | Famila Schio         |
| 1999      | Messine               | Famila Schio            | Rescifina Messine    |
| 2000      | Schio                 | Pool Comense            | Famila Schio         |
| 2001      | Parme                 | Cerve Parme             | Pool Comense         |
| 2002      | Tarente               | Meverin Parme           | Pool Comense         |
| 2003      | Venise                | Tarente CB              | Pool Comense         |
| 2004      | Naples                | Famila Schio            | Umana Reyer Venise   |
| 2005      | Parme                 | Famila Schio            | Phard Naples         |
| 2006      | Schio                 | Banco di Sicilia Ribera | HS Penta Faenza      |
| 2007      | Tarente               | Germano Zama Faenza     | Phard Naples         |
| 2008      | Schio                 | Umana Venise            | Levoni Tarente       |
| 2009      | Faenza                | Club Atletico Faenza    | ASD Basket Parme     |
| 2010      | Venise                | Famila Schio            | Umana Venise         |
| 2011      | Pérouse               | Famila Schio            | Umbertide            |
| 2012      | Schio                 | Tarente CB              | Famila Schio         |
| 2013      | Lucques               | Famila Schio            | Gesam Gas Lucques    |
| 2014      | Raguse                | Famila Schio            | Gesam Gas Lucques    |
| 2015      | Pérouse               | Famila Schio            | Virtus Eirene Raguse |
| 2016      | Schio                 | Virtus Eirene Raguse    | Famila Schio         |
| 2017      | Venise                | Famila Schio            | Gesam Gas Lucques    |
| 2018      | Alexandrie            | Famila Schio            | Gesam Gas Lucques    |
| 2019      | San Martino di Lupari | Virtus Eirene Raguse    | ASD Geas Basket      |
| 2020      | À déterminer          |                         |                      |